# Tennistavolo ai Giochi olimpici
Le gare di tennistavolo si sono svolte a partire dalle Olimpiadi 1988 e prevedono eventi di singolo e doppio (sostituito dal 2008 dal torneo a squadre) sia maschili sia femminili.
A dimostrarsi dominatori della disciplina sono gli atleti cinesi.

## Medagliere
Aggiornato a Parigi 2024.
| Pos | Nazione        | Oro | Argento | Bronzo | Totale |
| --- | -------------- | --- | ------- | ------ | ------ |
| 1   | Cina           | 37  | 21      | 8      | 66     |
| 2   | Corea del Sud  | 3   | 3       | 14     | 20     |
| 3   | Giappone       | 1   | 4       | 5      | 10     |
| 4   | Svezia         | 1   | 3       | 1      | 5      |
| 5   | Germania       | 0   | 4       | 5      | 9      |
| 6   | Corea del Nord | 0   | 1       | 3      | 4      |
| 7   | Singapore      | 0   | 1       | 2      | 3      |
| 7   | Taipei cinese  | 0   | 1       | 2      | 3      |
| 9   | Francia        | 0   | 1       | 3      | 4      |
| 9   | Hong Kong      | 0   | 1       | 1      | 2      |
| 9   | Jugoslavia     | 0   | 1       | 1      | 2      |
| 12  | Danimarca      | 0   | 0       | 1      | 1      |

## Albo d'oro

### Maschile

#### Singolo
| Edizione                                | Oro                                     | Argento                               | Bronzo                                |
| --------------------------------------- | --------------------------------------- | ------------------------------------- | ------------------------------------- |
| Seul 1988                               | Yoo Nam-kyu                             | Kim Ki-taik                           | Erik Lindh                            |
| Barcellona 1992                         | Jan-Ove Waldner                         | Jean-Philippe Gatien                  | Kim Taek-soo                          |
| Barcellona 1992                         | Jan-Ove Waldner                         | Jean-Philippe Gatien                  | Ma Wenge                              |
| Atlanta 1996                            | Liu Guoliang                            | Wang Tao                              | Jörg Roßkopf                          |
| Sydney 2000                             | Kong Linghui                            | Jan-Ove Waldner                       | Liu Guoliang                          |
| Atene 2004                              | Ryu Seung-min                           | Wang Hao                              | Wang Liqin                            |
| Pechino 2008                            | Ma Lin                                  | Wang Hao                              | Wang Liqin                            |
| Londra 2012                             | Zhang Jike                              | Wang Hao                              | Dimitrij Ovtcharov                    |
| Rio de Janeiro 2016                     | Ma Long                                 | Zhang Jike                            | Jun Mizutani                          |
| Tokyo 2020                              | Ma Long                                 | Fan Zhendong                          | Dimitrij Ovtcharov                    |
| Parigi 2024                             | Fan Zhendong                            | Truls Moregard                        | Felix Lebrun                          |
| Atleta meglio premiato: Ma Long (2/0/0) | Atleta meglio premiato: Ma Long (2/0/0) | Nazione meglio premiata: Cina (7/6/4) | Nazione meglio premiata: Cina (7/6/4) |

#### Squadre
| Edizione                              | Oro                                       | Argento                                                     | Bronzo                                                     |
| ------------------------------------- | ----------------------------------------- | ----------------------------------------------------------- | ---------------------------------------------------------- |
| Pechino 2008                          | Cina Ma Lin - Wang Hao - Wang Liqin       | Germania Timo Boll - Dimitrij Ovtcharov - Christian Süß     | Corea del Sud Oh Sang-eun - Ryu Seung-min - Yoon Jae-young |
| Londra 2012                           | Cina Zhang Jike - Wang Hao - Ma Long      | Corea del Sud Oh Sang-eun - Ryu Seung-min - Joo Se-hyuk     | Germania Timo Boll - Dimitrij Ovtcharov - Bastian Steger   |
| Rio de Janeiro 2016                   | Cina Zhang Jike - Xu Xin - Ma Long        | Giappone Kōki Niwa - Maharu Yoshimura - Jun Mizutani        | Germania Timo Boll - Dimitrij Ovtcharov - Bastian Steger   |
| Tokyo 2020                            | Cina Fan Zhendong - Xu Xin - Ma Long      | Germania Timo Boll - Dimitrij Ovtcharov - Patrick Franziska | Giappone Kōki Niwa - Tomokazu Harimoto - Jun Mizutani      |
| Parigi 2024                           | Cina Fan Zhendong - Wang Chuqin - Ma Long | Svezia Truls Möregårdh - Kristian Karlsson - Anton Kallberg | Francia Felix Lebrun - Alexis Lebrun - Simon Gauzy         |
| Nazione meglio premiata: Cina (5/0/0) |                                           |                                                             |                                                            |

### Femminile

#### Singolo
| Edizione                                                              | Oro                                                                   | Argento                                | Bronzo                                 |
| --------------------------------------------------------------------- | --------------------------------------------------------------------- | -------------------------------------- | -------------------------------------- |
| Seul 1988                                                             | Chen Jing                                                             | Li Huifen                              | Jiao Zhimin                            |
| Barcellona 1992                                                       | Deng Yaping                                                           | Qiao Hong                              | Hyun Jung-hwa                          |
| Barcellona 1992                                                       | Deng Yaping                                                           | Qiao Hong                              | Li Bun-hui                             |
| Atlanta 1996                                                          | Deng Yaping                                                           | Chen Jing                              | Qiao Hong                              |
| Sydney 2000                                                           | Wang Nan                                                              | Li Ju                                  | Chen Jing                              |
| Atene 2004                                                            | Zhang Yining                                                          | Kim Hyang-mi                           | Kim Kyung-ah                           |
| Pechino 2008                                                          | Zhang Yining                                                          | Wang Nan                               | Guo Yue                                |
| Londra 2012                                                           | Li Xiaoxia                                                            | Ding Ning                              | Feng Tianwei                           |
| Rio de Janeiro 2016                                                   | Ding Ning                                                             | Li Xiaoxia                             | Kim Song-i                             |
| Tokyo 2020                                                            | Chen Meng                                                             | Sun Yingsha                            | Mima Ito                               |
| Parigi 2024                                                           | Chen Meng                                                             | Sun Yingsha                            | Hina Hayata                            |
| Atleta meglio premiato: Deng Yaping, Zhang Yining e Chen Meng (2/0/0) | Atleta meglio premiato: Deng Yaping, Zhang Yining e Chen Meng (2/0/0) | Nazione meglio premiata: Cina (10/8/3) | Nazione meglio premiata: Cina (10/8/3) |

#### Squadre
| Edizione                              | Oro                                       | Argento                                                | Bronzo                                                   |
| ------------------------------------- | ----------------------------------------- | ------------------------------------------------------ | -------------------------------------------------------- |
| Pechino 2008                          | Cina Guo Yue - Wang Nan - Zhang Yining    | Singapore Feng Tianwei - Li Jiawei - Wang Yuegu        | Corea del Sud Dang Ye-seo - Kim Kyung-ah - Park Mi-young |
| Londra 2012                           | Cina Ding Ning - Guo Yue - Li Xiaoxia     | Giappone Ai Fukuhara - Kasumi Ishikawa - Sayaka Hirano | Singapore Feng Tianwei - Li Jiawei - Wang Yuegu          |
| Rio de Janeiro 2016                   | Cina Ding Ning - Liu Shiwen - Li Xiaoxia  | Germania Han Ying - Shan Xiaona - Petrissa Solja       | Giappone Ai Fukuhara - Kasumi Ishikawa - Mima Ito        |
| Tokyo 2020                            | Cina Chen Meng - Wang Manyu - Sun Yingsha | Giappone Miu Hirano - Kasumi Ishikawa - Mima Ito       | Hong Kong Lee Ho Ching - Doo Hoi Kem - Wai Yam Minnie    |
| Nazione meglio premiata: Cina (4/0/0) |                                           |                                                        |                                                          |

### Misto

#### Doppio
| Edizione                              | Oro                              | Argento                                   | Bronzo                                   |
| ------------------------------------- | -------------------------------- | ----------------------------------------- | ---------------------------------------- |
| Tokyo 2020                            | Giappone Jun Mizutani - Mima Ito | Cina Xu Xin - Liu Shiwen                  | Taipei cinese Lin Yun-ju - Cheng I-ching |
| Parigi 2024                           | Cina Wang Chuqin - Sun Yingsha   | Corea del Nord Ri Yong Sik - Kim Kum Yong | Corea del Sud Lim Jonghoon - Shin Yubin  |
| Nazione meglio premiata: Cina (1/1/0) |                                  |                                           |                                          |

## Eventi non più in programma

### Maschile

#### Doppio
| Edizione                              | Oro                               | Argento                                     | Bronzo                                       |
| ------------------------------------- | --------------------------------- | ------------------------------------------- | -------------------------------------------- |
| Seul 1988                             | Cina Chen Longcan - Wei Qingguang | Jugoslavia Ilija Lupulesku - Zoran Primorac | Corea del Sud Ahn Jae-hyung - Yoo Nam-kyu    |
| Barcellona 1992                       | Cina Lu Lin - Wang Tao            | Germania Steffen Fetzner - Jörg Roßkopf     | Corea del Sud Kang Hee-chan - Lee Chul-seung |
| Barcellona 1992                       | Cina Lu Lin - Wang Tao            | Germania Steffen Fetzner - Jörg Roßkopf     | Corea del Sud Kim Taek-soo - Yoo Nam-kyu     |
| Atlanta 1996                          | Cina Liu Guoliang - Kong Linghui  | Cina Lu Lin - Wang Tao                      | Corea del Sud Lee Chul-seung - Yoo Nam-kyu   |
| Sydney 2000                           | Cina Wang Liqin - Yan Sen         | Cina Liu Guoliang - Kong Linghui            | Francia Jean-Philippe Gatien - Patrick Chila |
| Atene 2004                            | Cina Chen Qi - Ma Lin             | Hong Kong Ko Lai Chak - Li Ching            | Danimarca Michael Maze - Finn Tugwell        |
| Nazione meglio premiata: Cina (5/2/0) |                                   |                                             |                                              |

### Femminile

#### Doppio
| Edizione                              | Oro                                         | Argento                                 | Bronzo                                     |
| ------------------------------------- | ------------------------------------------- | --------------------------------------- | ------------------------------------------ |
| Seul 1988                             | Corea del Sud Hyun Jung-hwa - Yang Young-ja | Cina Chen Jing - Jiao Zhimin            | Jugoslavia Jasna Fazlić - Gordana Perkučin |
| Barcellona 1992                       | Cina Deng Yaping - Qiao Hong                | Cina Chen Zihe - Gao Jun                | Corea del Sud Hyun Jung-hwa - Hong Cha-ok  |
| Barcellona 1992                       | Cina Deng Yaping - Qiao Hong                | Cina Chen Zihe - Gao Jun                | Corea del Nord Li Bun-hui - Yu Sun-bok     |
| Atlanta 1996                          | Cina Deng Yaping - Qiao Hong                | Cina Liu Wei - Qiao Yunping             | Corea del Sud Park Hae-jung - Ryu Ji-hye   |
| Sydney 2000                           | Cina Wang Nan - Li Ju                       | Cina Sun Jin - Yang Ying                | Corea del Sud Kim Moo-kyo - Ryu Ji-hye     |
| Atene 2004                            | Cina Wang Nan - Zhang Yining                | Corea del Sud Lee Eun-sil - Seok Eun-mi | Cina Guo Yue - Niu Jianfeng                |
| Nazione meglio premiata: Cina (4/4/1) |                                             |                                         |                                            |